# 쇼겐왕
쇼겐왕(일본어: 尚元王 상원왕[*]; 1528년 3월 25일 ~ 1572년 5월 12일)은 제2쇼씨 왕조의 제5대 류큐 국왕(재위: 1556년 ~ 1572년)이자 제11대 류큐 국왕이다. 제4대 국왕인 쇼세이왕의 두번째 왕조였다. 신호(神號)는 테다하지메아지소헤(日始按司添)이다.
1555년에 아버지가 세상을 떠난 뒤, 왕위 계승을 둘러싼 싸움에서 승리하고 1556년에 즉위했다. 1562년에 명나라에서 책봉을 받았다. 쇼겐은 사쓰마번의 시마즈 다케히사와는 우호적인 관계를 유지하기 위해 적극적으로 시마즈씨에게 사신을 보냈지만, 1570년과 1572년에 2번에 걸쳐서 시마즈씨의 사신과의 접대에서 시미즈 씨의 사신이 무례를 일으켰다는 문제가 발생해서, 1571년엔 왕 스스로가 아마미오시마섬으로 정벌을 하러 간 사태가 발생했다(다만, 최근 연구 결과에 의하면 아마미 원정은 대규모 전투가 아니라 소규모 전투라고 밝혀지고 있다).
1572년 4월 1일 45세의 나이로 세상을 떠났으며 뒤를 이어 제2쇼씨 왕조인 쇼에이왕이 왕위를 물려받았다.

## 가족
- 아버지: 쇼세이왕
- 어머니: 오모마제니가네아지가나시 모씨 게쯔코(思真銭金按司加那志 毛氏月江)
- 배우자:
  - 왕비: 마와시키코에오오기미카나시 바이가쿠(真和志聞得大君加那志 梅岳)
  - 부인:
    - 쿠메구시카와아지시라레 세쯔레이(久米具志川按司志良礼 雪嶺, 아명은 마나베타루카네 真鍋樽金)
    - 마에아가리노아지 모씨 바이레이(前東之按司 毛氏梅嶺, 아명은 마나베타루카네 真鍋樽金)
    - 마베아지 모씨 난소(真南風按司 毛氏南霜, 아명은 마쯔비타루 真津比樽)
- 자녀:
  - 장남: 쇼코하쿠(尚康伯, 일본 이름: 쿠메구시카와왕자 쵸토 久米具志川王子朝通)
  - 차남: 쇼에이왕
  - 삼남: 쇼큐(尚久, 일본 이름: 킨왕자 쵸코 金武王子朝公)
  - 장녀: 슈리오오기미아지가나시 쇼씨 잇시(首里大君按司加那志 尚氏一枝)